# Tabei Junko
Tabei Junko (Nhật: 田部井 淳子 tên khai sinh  Ishibashi Junko; 22 tháng 9 năm 1939 – 20 tháng 10 năm 2016) là một nhà leo núi, tác giả viết sách, giáo viên người Nhật Bản. Bà là người phụ nữ đầu tiên leo lên đến đỉnh núi Everest và là người phụ nữ đầu tiên leo lên bảy đỉnh núi cao nhất mỗi châu lục.
Tabei đã viết 7 cuốn sách, tổ chức các dự án dọn rác trên núi Everest (rác này do những người leo núi bỏ lại), và dẫn đầu các cuộc leo núi hàng năm lên núi Phú Sĩ cho những thanh niên bị ảnh hưởng bởi trận động đất ở miền Đông Nhật Bản vào năm 2011.
Một nhà thiên văn học đã đặt tên tiểu hành tinh 6897 Tabei theo tên bà, và vào năm 2019 một dãy núi trên sao Diêm Vương được đặt tên là Tabei Montes để vinh danh bà.

## Đầu đời

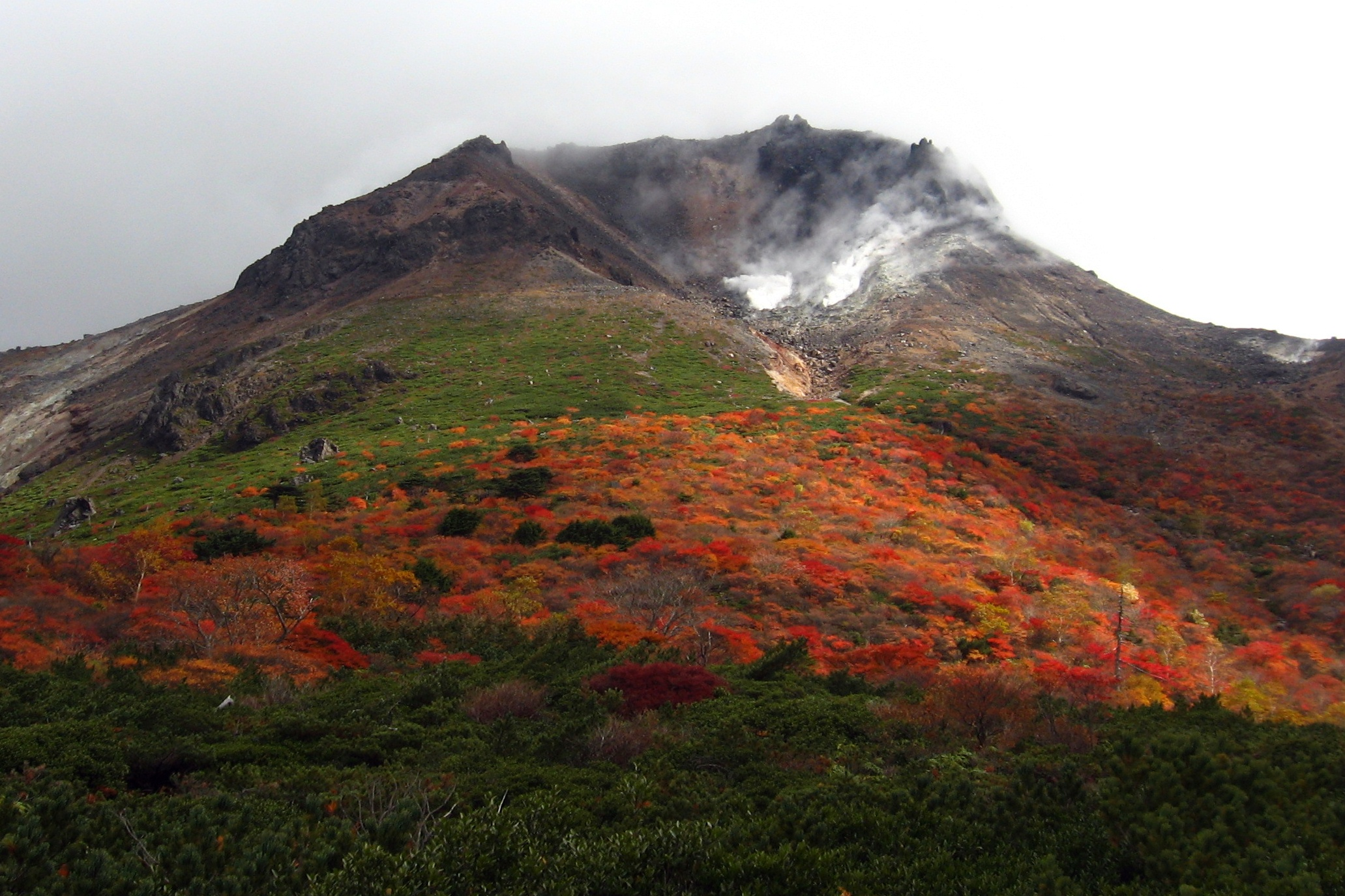
Đỉnh núi lửa Chausu

Ishibashi Junko sinh ngày 22 tháng 9 năm 1939 tại Miharu, Fukushima, là con gái thứ năm trong gia đình có bảy anh chị em. Cha của bà là một thợ in. Lúc nhỏ bà được coi là một đứa trẻ yếu đuối, nhưng khi mới 10 tuổi bà đã leo núi lần đầu tiên vào dịp tham gia chuyến leo núi của lớp học đến núi Nasu. Bà thích tính chất không cạnh tranh của môn thể thao này và thích ngắm những cảnh quan thiên nhiên nổi bật trong tầm mắt khi lên đến đỉnh núi. Mặc dù bà rất thích leo núi, gia đình bà không có đủ khả năng trang trải cho một sở thích đắt tiền như vậy, do đó Ishibashi chỉ thực hiện một vài lần leo núi trong những năm học trung học.
Từ năm 1958 đến năm 1962, Ishibashi nghiên cứu văn học Anh và Mỹ tại Đại học Nữ sinh Showa. Ban đầu bà dự định theo đuổi sự nghiệp giáo viên. Sau khi tốt nghiệp, bà trở lại với niềm đam mê leo núi trước đây của mình bằng cách tham gia một số câu lạc bộ leo núi dành cho nam. Trong khi một số người đàn ông chào đón bà như một người cùng leo núi, những người khác lại đặt câu hỏi về động cơ của bà để theo đuổi một môn thể thao thường dành cho nam giới. Chẳng bao lâu sau Ishibashi đã leo lên tất cả các ngọn núi lớn ở Nhật Bản, bao gồm cả núi Phú Sĩ.
Năm 27 tuổi, Ishibashi kết hôn với Masanobu Tabei, một vận động viên leo núi mà bà đã gặp trong chuyến du ngoạn leo núi lên đỉnh Tanigawa. Cặp đôi này cuối cùng có hai con: một con gái tên Noriko và một con trai tên Shinya.

## Sự nghiệp

### Các cuộc thám hiểm leo núi đầu tiên
Năm 1969, Tabei Junko thành lập Câu lạc bộ Joshi-Tohan (Câu lạc bộ leo núi dành cho phụ nữ) chỉ dành cho phụ nữ. Khẩu hiệu của câu lạc bộ là "Hãy tự mình đi thám hiểm nước ngoài", và nhóm là những người đầu tiên thuộc loại hình leo núi dành cho phụ nữ ở Nhật Bản. Tabei sau đó đã kể rằng bà thành lập câu lạc bộ là do cách đối xử với bà của những người đàn ông leo núi thời đó; chẳng hạn, một số người đàn ông từ chối leo núi với bà, trong khi những người khác cho rằng bà thích leo núi cốt là để tìm chồng. Tabei đã giúp tài trợ cho các hoạt động leo núi của mình bằng cách làm biên tập viên cho Tạp chí của Hiệp hội Vật lý Nhật Bản.
Câu lạc bộ Joshi-Tohan bắt đầu chuyến thám hiểm đầu tiên vào năm 1970, leo lên ngọn núi Annapurna III của Nepal. Họ đã lên tới đỉnh thành công bằng một tuyến đường mới ở phía nam, bà trở thành người phụ nữ đầu tiên và người Nhật Bản đầu tiên leo lên ngọn núi. Tabei và một thành viên khác, Hiroko Hirakawa, được chọn để hoàn thành chặng leo cuối cùng lên đỉnh cùng với hai hướng dẫn viên người Sherpa. Đoàn leo núi có mang theo máy ảnh để chụp, nhưng do nhiệt độ quá lạnh nên phim máy ảnh đã bị nứt.
Từ kinh nghiệm trong chuyến đi lên Annapurna III, Tabei nhận ra rằng mình và những người phụ nữ Nhật Bản khác đôi khi phải vật lộn để dung hòa các giá trị truyền thống của Nhật Bản về sức mạnh thầm lặng với nhu cầu thực tế tức thì hơn của việc leo núi. Ban đầu nhiều thành viên Câu lạc bộ Joshi-Tohan miễn cưỡng không muốn thừa nhận rằng họ không biết điều gì hoặc không muốn thừa nhận rằng họ cần hỗ trợ, họ thích giữ im lặng một cách nghiêm nghị, nhưng rồi việc leo núi đã buộc họ phải thừa nhận giới hạn cá nhân của mình và chấp nhận sự giúp đỡ từ người khác.

### Chuyến thám hiểm Everest 1975

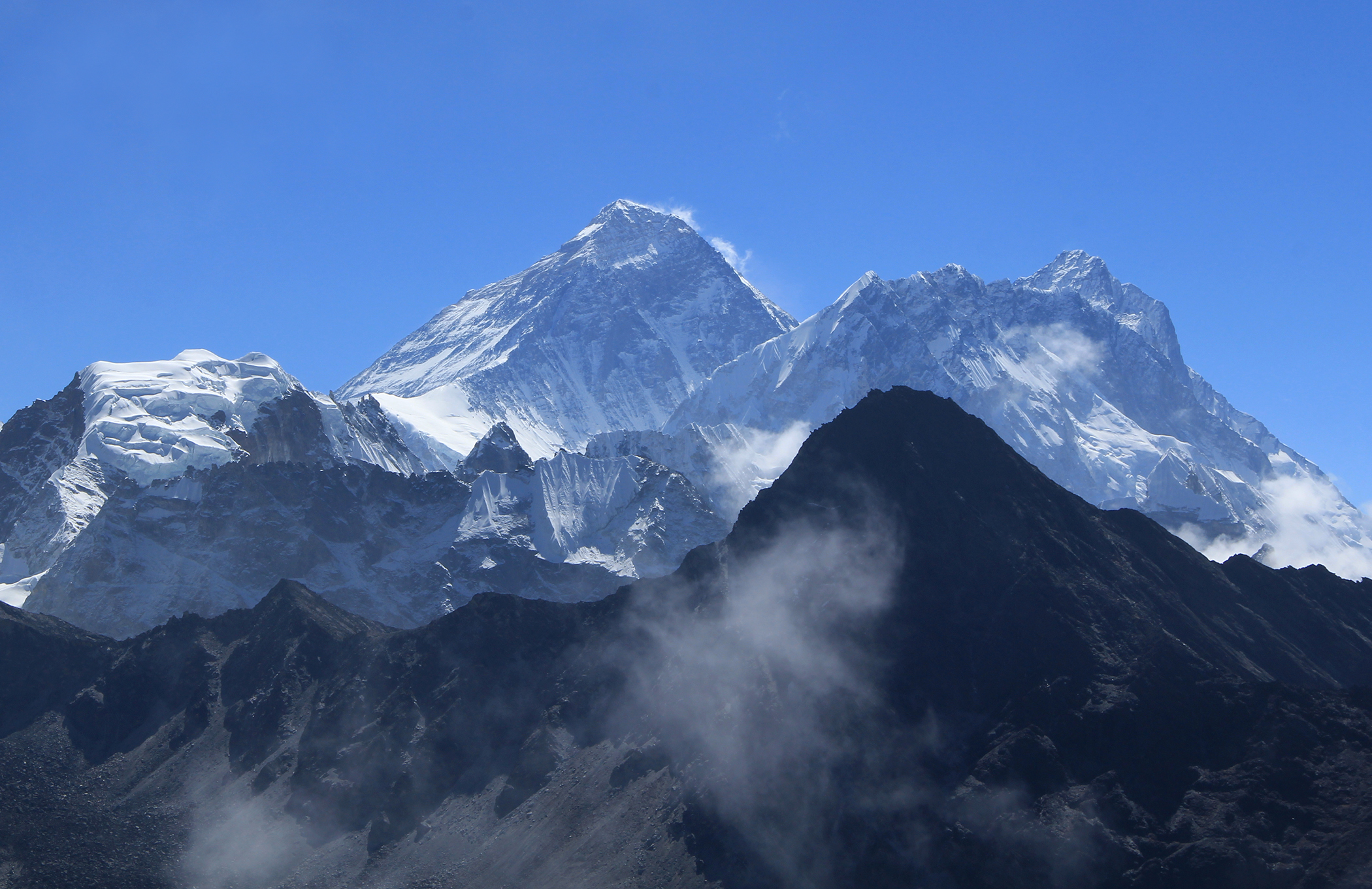
Đỉnh Everest

Sau khi Tabei và Hirakawa leo lên Annapurna III vào ngày 19 tháng 5 năm 1970, Câu lạc bộ Joshi-Tohan quyết định chinh phục đỉnh Everest. Câu lạc bộ đã thành lập Đội thám hiểm Everest của Phụ nữ Nhật Bản (JWEE), do Eiko Hisano dẫn đầu để leo lên đỉnh Everest. JWEE có 15 thành viên, hầu hết là những phụ nữ đi làm đến từ nhiều ngành nghề khác nhau. Hai trong số đó, bao gồm cả Tabei, hiện đã làm mẹ. Cả nhóm xin giấy phép leo Everest vào năm 1971, nhưng phải đợi 4 năm sau mới nhận được một suất trong lịch trình leo núi chính thức.
Tabei giúp cả nhóm tìm các nhà tài trợ cho chuyến thám hiểm, mặc dù bà thường xuyên nhận phải những lời lẽ khó chịu rằng phụ nữ "nên nuôi con thay [vì leo núi]". Bà đã nhận được tiền tài trợ vào phút cuối từ tờ báo Yomiuri Shimbun và Nippon Television nhưng mỗi thành viên trong nhóm vẫn cần phải trả 1,5 triệu yên (5.000 USD). Tabei đã dạy piano để giúp gây thêm quỹ cần thiết. Để có thể tiết kiệm tiền, Tabei đã tự chế tạo nhiều vật dụng để sử dụng: găng tay chống thấm nước làm từ vỏ xe và quần áo may từ rèm cũ.
Sau một thời gian dài tập huấn, đội đã thực hiện chuyến thám hiểm vào tháng 5 năm 1975. Nhóm đã thu hút nhiều sự chú ý của giới truyền thông với kế hoạch của họ, và 15 phụ nữ ban đầu được các nhà báo và một nhóm quay phim truyền hình tháp tùng khi họ bắt đầu leo núi. Họ đã sử dụng cùng một tuyến đường để leo lên ngọn núi mà Edmund Hillary và Tenzing Norgay đã thực hiện vào năm 1953, và 6 hướng dẫn viên Sherpa đã hỗ trợ nhóm trong suốt thời gian của cuộc thám hiểm. Vào ngày 4 tháng 5, đội leo đã cắm trại ở địa điểm 6,300 mét (20,67 ft) khi một trận tuyết lở ập vào trại của họ. Tabei và bốn nhà leo núi đồng nghiệp của bà đã bị chôn vùi dưới tuyết. Tabei bất tỉnh cho đến khi các hướng dẫn viên Sherpa đào được bà lên. May mắn là không xảy ra thương vong nào. Bị bầm dập và bị thương do vụ việc, Tabei gần như không thể đi lại và buộc phải dành 2 ngày để hồi phục. Tuy nhiên, ngay sau khi có thể, bà tiếp tục chuyến thám hiểm và tiếp tục dẫn đội của mình lên núi.
Mặc dù ban đầu đội dự định cử hai phụ nữ lên đỉnh Everest (đi cùng với một hướng dẫn viên người Sherpa), một cơn say độ cao khiến các hướng dẫn viên Sherpa của đội leo không thể mang theo số lượng bình oxy cần thiết cho hai người leo núi. Chỉ có một người phụ nữ có thể tiếp tục. Sau nhiều cuộc thảo luận, Hisano đã đề cử Tabei hoàn thành cuộc leo núi. Gần đến đỉnh núi, Tabei vô cùng tức giận khi phát hiện ra rằng bà sẽ phải băng qua một rặng băng mỏng và nguy hiểm đã hoàn toàn không được nhắc đến trong các cuộc thám hiểm trước đó. Bà bò ngang dọc theo nó, về sau bà kể lại đó là trải nghiệm căng thẳng nhất mà bà từng có. Mười hai ngày sau trận tuyết lở, vào ngày 16 tháng 5 năm 1975 cùng với Ang Tsering, người hướng dẫn viên của bà, Tabei đã trở thành người phụ nữ đầu tiên lên đến đỉnh Everest.
Tabei đã được chú ý đến nhờ thành tích của bà. Tại Kathmandu, một cuộc diễu hành đã được tổ chức để vinh danh bà. Trong lần trở lại Nhật Bản, bà đã được hàng nghìn người cổ vũ tại sân bay Tokyo đón tiếp. Bà nhận được tin nhắn từ quốc vương Nepal và chính phủ Nhật Bản, một đoạn phim nhỏ được thực hiện trên truyền hình về chuyến thám hiểm Everest, và Tabei đã xuất hiện trên truyền hình Nhật Bản. Tuy nhiên, Tabei vẫn không thoải mái với mức độ nổi tiếng này. Sau đó, bà nói với báo chí rằng bà muốn được nhớ đến là người thứ 36 lên đỉnh Everest: "Tôi không có ý định trở thành người phụ nữ đầu tiên leo lên Everest."

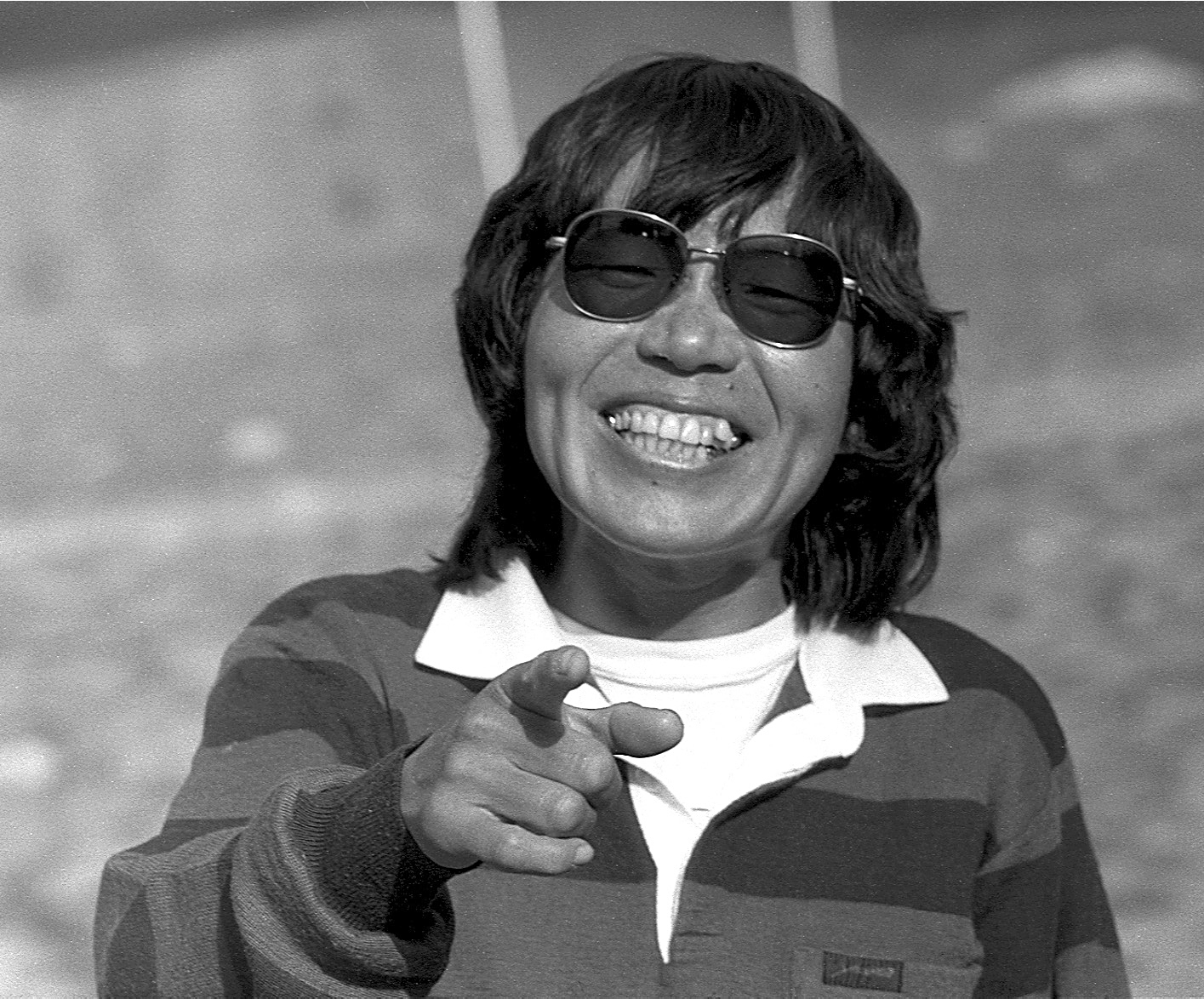
Junko Tabei vào năm 1985

### Các hoạt động sau đó

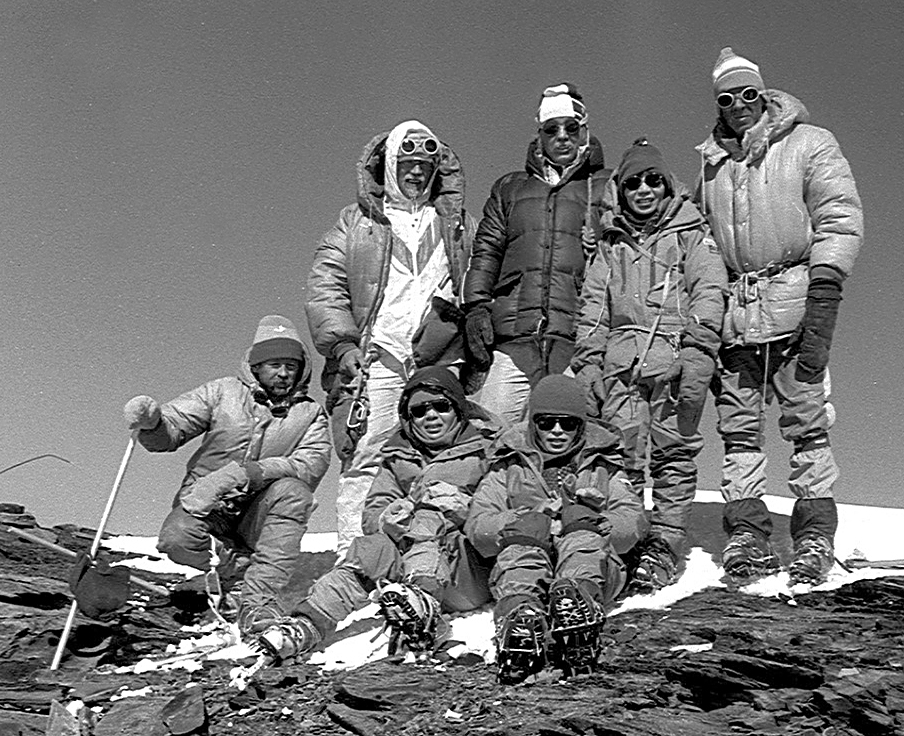
Tabei Junko trên Đỉnh Cộng sản năm 1985 cùng với hai vận động viên leo núi người Nhật Bản và bốn người Estonia khác

Sau chuyến thám hiểm Everest, Tabei tiếp tục hành trình leo núi của mình, cuối cùng bà đã leo lên đỉnh núi cao nhất trên mỗi lục địa: Kilimanjaro (1980), Aconcagua (1987), Denali (1988), Elbrus (1989), Vinson (1991), và Puncak Jaya (1992). Sau khi leo thành công Puncak Jaya, bà đã trở thành người phụ nữ đầu tiên hoàn thành thử thách Bảy đỉnh núi cao nhất mỗi châu lục. Đến năm 2005, Tabei đã tham gia vào 44 cuộc thám hiểm leo núi toàn nữ trên khắp thế giới. Bà có mục tiêu cá nhân là leo lên đỉnh núi cao nhất ở mọi quốc gia trên thế giới và đến cuối đời bà đã hoàn thành ít nhất 70 ngọn núi.
Từ sau khi lên đỉnh Everest, bà không bao giờ nhận tài trợ của các công ty mà muốn độc lập về tài chính. Bà đã tiết kiệm tiền để tài trợ cho các chuyến thám hiểm của mình bằng cách xuất hiện trước công chúng, hướng dẫn các chuyến du lịch leo núi và dạy kèm cho trẻ em địa phương về âm nhạc và tiếng Anh. Bạn bè và những người ủng hộ Tabei đôi khi quyên góp thực phẩm và các thiết bị.
Ngoài việc leo núi, Tabei còn nghiên cứu về các vấn đề sinh thái; năm 2000, bà hoàn thành nghiên cứu sau đại học tại Đại học Kyushu tập trung vào sự suy thoái môi trường của Everest do chất thải từ các nhóm leo núi bỏ lại. Tabei cũng là giám đốc của Himalayan Adventure Trust của Nhật Bản, một tổ chức hoạt động ở cấp độ toàn cầu để bảo tồn môi trường núi. Một trong những dự án của quỹ tín thác là xây dựng một lò đốt để đốt rác của những người leo núi. Bà cũng dẫn đầu và tham gia các cuộc leo núi "dọn dẹp rác" ở Nhật Bản và dãy Himalaya cùng với chồng và con của mình.
Vào tháng 5 năm 2003, một lễ kỷ niệm đã được tổ chức ở Kathmandu để kỷ niệm 50 năm lần đầu tiên leo lên đỉnh Everest thành công, và đông đảo người dân Nepal đã tụ tập để cổ vũ đoàn rước những người leo Everest đã qua. Tabei và Sir Edmund Hillary được trao một vị trí đặc biệt trong lễ hội vì những thành tựu tương ứng của họ.
Từ năm 1996 đến 2008, Tabei đã viết và xuất bản 7 cuốn sách. Sau trận Động đất miền Đông Nhật Bản năm 2011, Tabei bắt đầu tổ chức các chuyến du ngoạn có hướng dẫn viên hàng năm lên núi Phú Sĩ cho các học sinh bị ảnh hưởng bởi thảm họa.

## Qua đời và di sản
Tabei được chẩn đoán mắc bệnh ung thư dạ dày vào năm 2012, nhưng vẫn tiếp tục với nhiều hoạt động leo núi của mình. Vào tháng 7 năm 2016, mặc dù bệnh tình đang nặng dần, bà vẫn dẫn đầu một đoàn thám hiểm leo lên núi Phú Sĩ. Bà qua đời tại bệnh viện ở Kawagoe vào ngày 20 tháng 10 năm 2016.
Trước khi Tabei qua đời, một nhà thiên văn học đã đặt tên tiểu hành tinh 6897 Tabei theo tên của bà.
Vào ngày 22 tháng 9 năm 2019, Google đã kỷ niệm 80 năm ngày sinh của bà bằng Doodle, viết lên kèm theo khẩu hiệu động lực của bà: "Đừng bỏ cuộc. Hãy tiếp tục nhiệm vụ của bạn."
Vào ngày 19 tháng 11 năm 2019, một dãy núi trên Sao Diêm Vương được đặt tên là Tabei Montes để vinh danh những thành tích leo núi của Tabei. Chủ đề để đặt tên cho các ngọn núi trên sao Diêm Vương là "Những người tiên phong trong lịch sử đã vượt qua những chân trời mới trong việc khám phá Trái Đất, biển và bầu trời".